# Rhingia uniformis
Rhingia uniformis är en tvåvingeart som beskrevs av Charles Howard Curran 1931. Rhingia uniformis ingår i släktet näbblomflugor, och familjen blomflugor. Inga underarter finns listade i Catalogue of Life.